# 京都府道324号木津加茂線
京都府道324号木津加茂線（きょうとふどう324ごう きづかもせん）は、京都府木津川市を通る、かつて存在した一般府道である。

## 概要
木津川市鹿背山から木津川市加茂町里に至る。ほぼ全線でJR西日本関西本線（大和路線）と並走する。総延長の大半で道幅が狭い。

### 路線データ
- 起点：京都府木津川市鹿背山[1]（鹿背山口交差点、奈良県道・京都府道47号天理加茂木津線[注釈 1]交点）
- 終点：京都府木津川市加茂町里[1]（奈良県道・京都府道44号奈良加茂線[注釈 1]交点）

## 歴史
- 1993年（平成5年）5月11日 - 建設省から、府道木津加茂線を天理加茂木津線として主要地方道に指定される[2]。
- 2025年（令和7年）3月28日、京都府告示第167号により、路線廃止[1]。

## 路線状況

### 道路施設

#### 橋梁
- 鹿口橋（大井手川、木津川市）
- 赤田川橋（赤田川、木津川市）

## 地理

### 通過していた自治体
- 京都府
  - 木津川市

### 交差していた道路
| 交差していた道路                     | 交差していた場所 | 交差していた場所      |
| ------------------------------------ | ---------------- | --------------------- |
| 奈良県道・京都府道47号天理加茂木津線 | 鹿背山           | 鹿背山口交差点 / 起点 |
| 国道162号                            | 鹿背山           | [ 注釈 2 ]            |
| 奈良県道・京都府道44号奈良加茂線     | 加茂町里         | 終点                  |

### 交差していた鉄道
- 関西本線

### 沿線
- 相楽中部消防本部
- 美加ノ原カンツリークラブ
- 地蔵院
- 木津川市立泉川中学校